# Hoogste bolkopje
Het hoogste bolkopje (Dismodicus elevatus) is een spinnensoort in de taxonomische indeling van de hangmatspinnen (Linyphiidae).
Het dier behoort tot het geslacht Dismodicus. De wetenschappelijke naam van de soort werd voor het eerst geldig gepubliceerd in 1838 door Carl Ludwig Koch.